# Michael Burry
Michael Burry (Nova Iorque, 19 de junho de 1971) é um investidor, médico e ex-neurologista, estadunidense. Tornou-se conhecido por ser o fundador da Scion Capital LLC, empresa de fundo de cobertura, que esteve ativa entre 2000 e 2008, e depois fechou para focar em investimentos pessoais. Burry foi um dos primeiros investidores a reconhecer e investir contra a iminente crise de hipotecas chamadas de "subprime".
Burry nasceu e foi criado em San Jose, California. Com 2 anos, perdeu seu olho esquerdo devido a retinoblastoma e tem uma prótese ocular desde então. Quando adolescente, ele cursou a Santa Teresa High School.
Ele estudou Economia e Medicina na Universidade da California, em Los Angeles, ganhou um diploma de médico da Vanderbilt University School of Medicine e começou, mas não concluiu, a residência em patologia no Stanford University Medical Center. Quando estava de folga à noite, trabalhava em seu passatempo: investimentos financeiros.